# Erik Nilsson (geolog)
Erik Ejnar Nilsson, född 10 augusti 1889 i Forsheda socken, död 5 oktober 1970 i Västerhaninge församling, var en svensk geolog, forskare och skolman.
Erik Nilsson var son till säteriägaren Abraham Nilsson. Han avlade studentexamen i Lund 1912 och agronomexamen vid Ultuna lantbruksskola 1915 samt studerade vid Stockholms högskola där han blev filosofie kandidat 1925, filosofie licentiat 1926, filosofie doktor 1932 och docent i geologi 1940. Han var lärare vid Kristinehamns lantmannaskola 1915–1918 och förste lärare vid Södra Stockholms läns folkhögskola i Västerhaninge 1918–1943 samt var från 1943 skolans rektor. 
Nilsson tjänstgjorde under perioder 1921–1926, 1928 och 1929 som extrageolog vid Sveriges geologiska undersökning och utförde praktiska geologiska undersökningar 1930–1932, 1934 och 1935 för Bolidens Gruv AB. Han företog flera resor för vetenskapliga arbeten inom Sverige och gjorde två längre uppmärksammade kvartärgeologiska forskningsresor till Östafrika, 1927–1928 till Kenya, Tanganyika och Uganda samt 1932–1933 till Kenya och Etiopien. År 1947 studerade han i Egypten och Brittiska Östafrika den pågående klimatförändringen. 
Nilssons vetenskapliga arbeten berörde kvartärgeologiska problem och nivåförändringarna efter istiden och därmed i sammanhängande frågor rörande Sverige, främst de stora förändringarna i fördelningen av land och vatten. Särskild uppmärksamhet fick hans upptäckter att Baltiska havet i olika tidsperioder sträckt sig långt in i Småland och haft avlopp mot väster över dalar genom Skåne och Halland. Vid sina forskningsresor till Östafrika kunde Nilsson konstatera omfattande nedisningar, bundna till istidens olika epoker, på de höga ekvatorialbergen Mount Kenya, Mount Elgon, Kilimanjaro och Ruwenzori samt fastställde utvecklingen av Tanasjön och sjöarna i Rift Valley, vilka under nedisningsperioderna hade betydligt större utbredning än nu. 

## Priser och utmärkelser
- 1934: Anders Retzius medalj i silver, av Svenska sällskapet för antropologi och geografi, För sina östafrikanska forskningar.